# Æthelred av Mercia
Æthelred, född omkring 645, död omkring 709, var kung av riket Mercia i nuvarande Midlands i England åren 675 till 704. Han var son till Penda av Mercia och blev regent 675, när hans bror, Wulfhere av Mercia, dog. 
Inom ett år efter sitt tillträde invaderade han Kent, där hans arméer förstörde staden Rochester. År 679 besegrade han sin svåger, Ecgfrith av Northumbria, i slaget vid Trent: vilket blev ett kraftigt bakslag för Northumbria, och innebar slutet för deras militära inblandning söder om Humber. Slaget innebar också att Kungariket Lindsey återtogs av  Mercia. Æthelred kunde emellertid inte återetablera sina företrädares dominans över södra England.
Æthelred var känd som en from och hängiven kristen kung. Han abdikerade år 704 och blev munk. Han efterträddes som kung av Wulfheres son Coenred av Mercia. Han var gift med Osthryth.